# Fläckig hallonspinnare
Fläckig hallonspinnare (Thyatira batis) är en fjäril som tillhör familjen sikelvingar.

## Kännetecken
Den fläckiga hallonspinnaren har en vingbredd på 34 till 40 millimeter. Framvingarna är mörkare brunaktiga till gråbruna med ett mönster av tunna svarta linjer och prydda med framträdande rosaaktiga fläckar. Fläckarna är till formen stora och rundade. I mitten är de brunaktiga. Bakvingarna är ljusgrå. Kroppen är kort och bred och täckt med fina hår.

## Utbredning
Fläckig hallonspinnare förekommer i Europa och delar av Asien, österut till Japan.

## Levnadssätt
Flygtid är slutet av maj till augusti och två generationer flyger per år, den första från maj till juni och den andra från juli till augusti eller till början av september. I de nordligaste delarna av utbredningsområdet har arten bara en generation.
Larvens värdväxter är främst hallon och björnbär. När larven når de sista larvstadierna spinner den samman blad, mellan vilka den sedan förpuppar sig. Övervintringen sker som puppa. Både larven och den fullbildade fjärilen är mest aktiva på natten och ses sällan på dagen.

## Bildgalleri

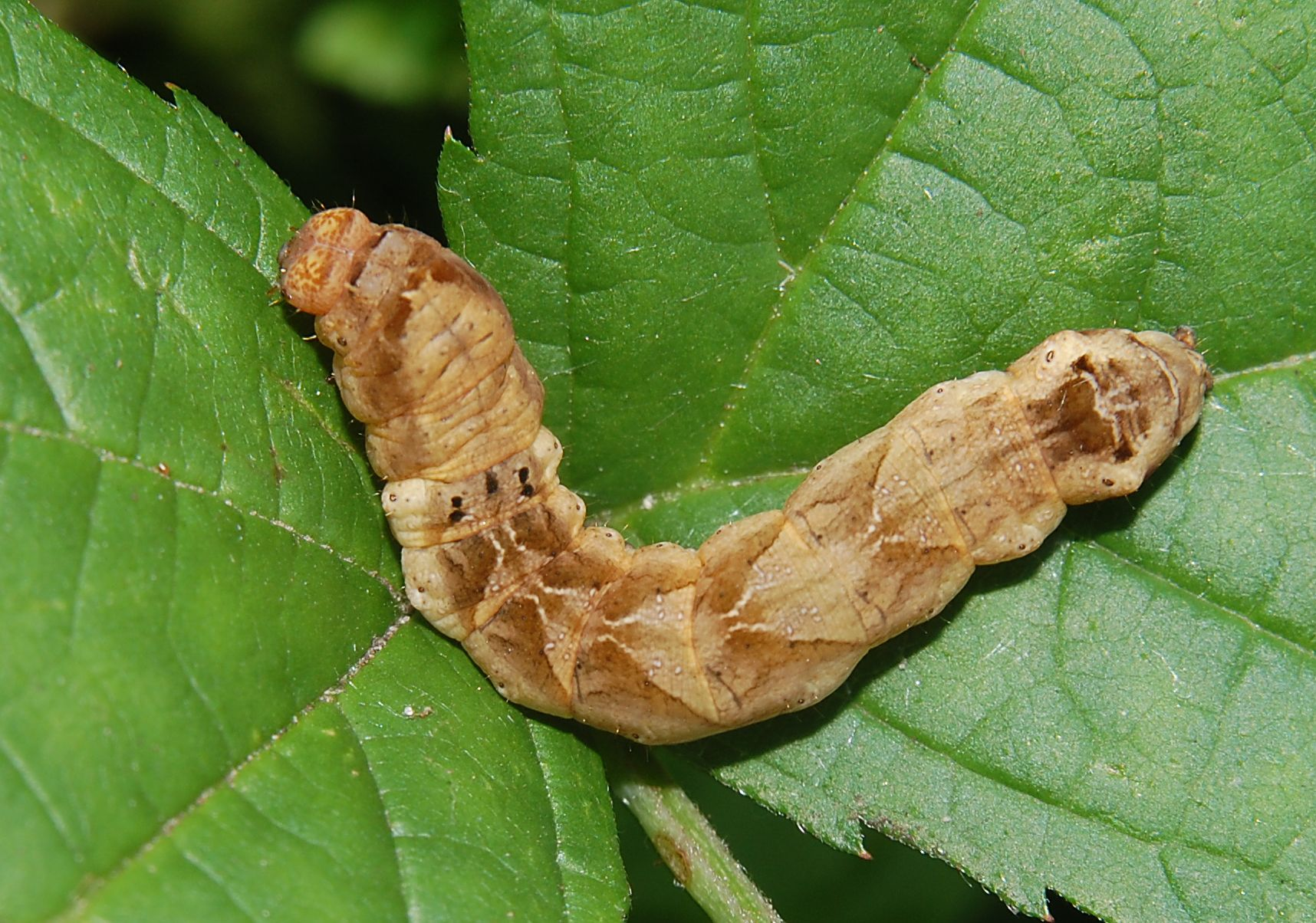
Fjärilens larv
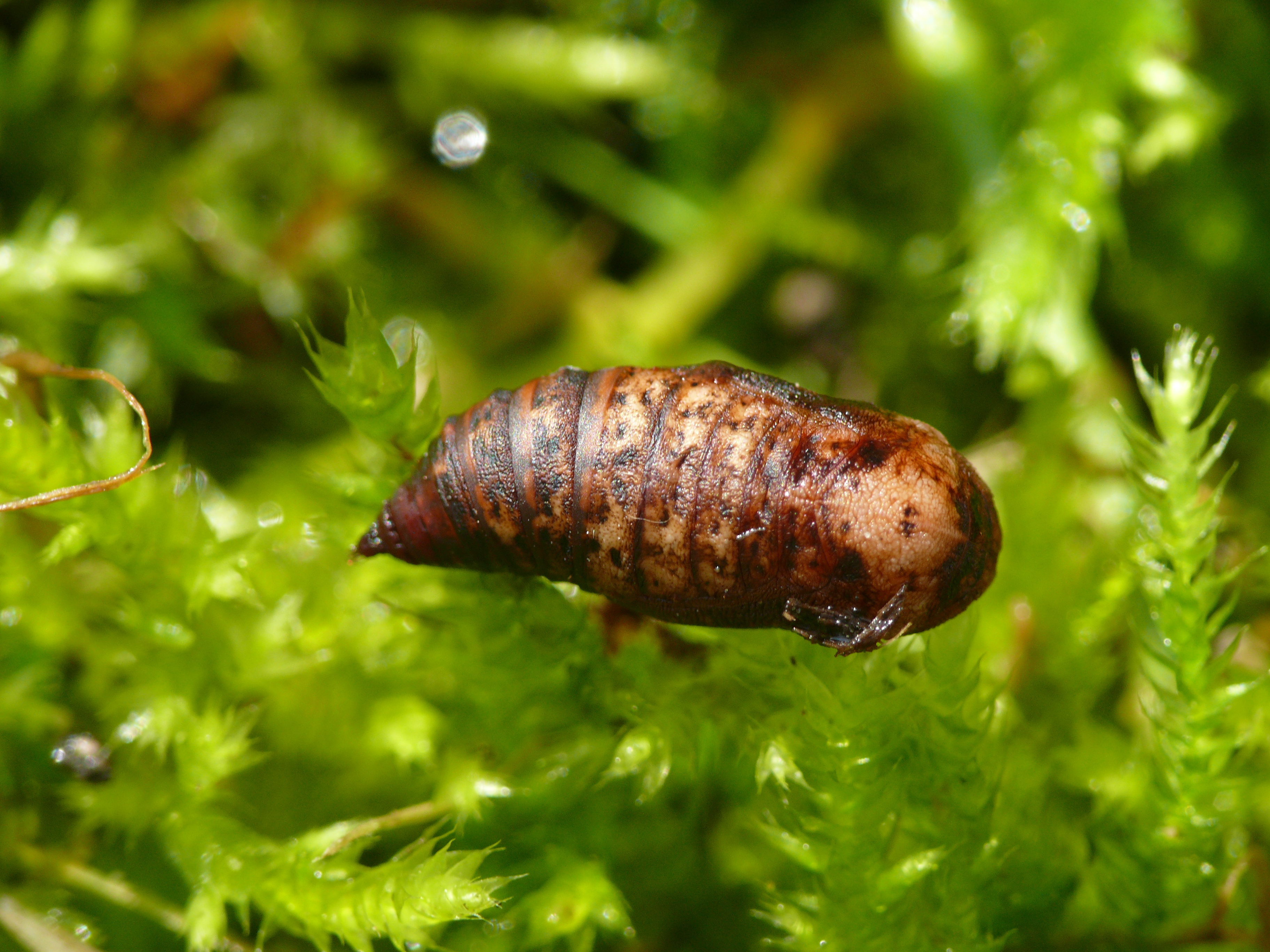
Fjärilens puppa
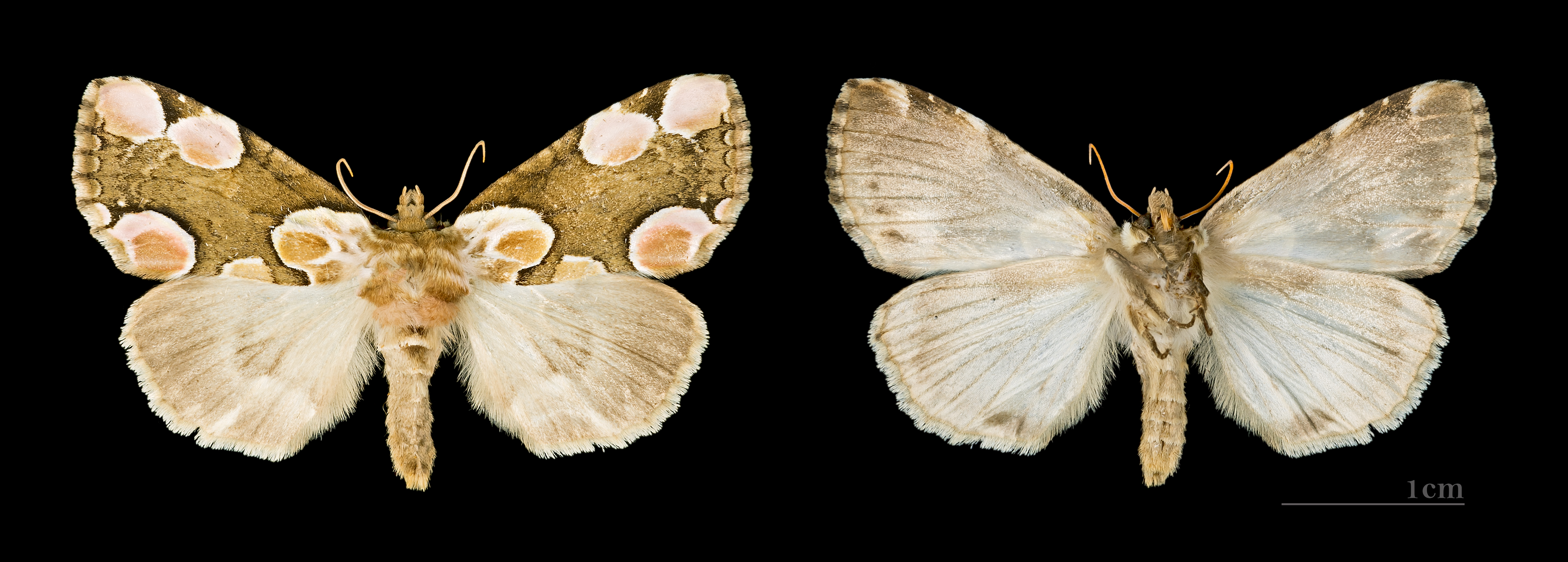
Imago fjäril, Hona, över och undersida.
Imago fjäril, hane ovansida.
Imago fjäril, hane undersida.